# Чилакилес
Чилаки́лес (исп. chilaquiles) — традиционное блюдо мексиканской кухни. Основу составляют обжаренные кусочки кукурузной тортильи, иначе называемые «тото́пос». Кусочки, обычно нарезанные треугольниками, заливаются сальсой на основе чили и подогреваются на медленном огне до размягчения. В зависимости от региональных или семейных традиций к блюду могут также добавляться потрошённая курятина или говядина, чорисо, сыр, лук, яичница-болтунья, авокадо, сметана или гарнир из пережаренных бобов.
Название блюда происходит от слова на языке науатль, chīlāquilitl, «вымоченные в чили».
Обычно чилакилес подаётся на завтрак.  В домашней обстановке в ход часто идут остатки недоеденных тортилий и остатки сальсы. Чилакилес также подаются как последнее блюдо на свадебных празднованиях, затягивающихся до утра.